# 玫瑰大廈
玫瑰大廈（Rose Tower，也稱Rose Rayhaan by Rotana）是一棟位於阿拉伯聯合大公國杜拜的摩天大樓，高333公尺（1,093英尺），共72層樓。在2009年至2012年間為世界最高酒店。 該酒店原計劃建築為380（1,250英尺）高。
從2004年始建，2006年1月24日達到最高點，2007年才開始佈置內部裝潢。
玫瑰大廈是迪拜最早不限製酒精飲料的大型酒店，該酒店內含兩個飯店和一個二十四小時咖啡店。開發商在玫瑰大廈上共投入1.8億美元。

## 外部連結
- Official webpage (in Arabic)
- Emporis.com （页面存档备份，存于）